# روغن حیوانی
روغن حیوانی  که با نام روغن کرمانشاهی، روغن دان یا روغن زرد نیز شهرت دارد؛ یک فرآورده حیوانی و روغنی خوراکی است که از شیر گاو یا گوسفند تهیه می‌شود. این روغن یکی از انواع روغن رایج در برخی نقاط ایران است و برترین و مطلوب‌ترین و مرغوب‌ترین نوع آن در منطقۀ کرمانشاه تهیه می‌شود که طعم و بوی مطبوعی دارد و از ارزش غذایی بالایی بهره‌مند است.
در روش تهیۀ سنتی آن، شیر را به ماست و سپس به دوغ تبدیل کرده و با استفاده از مشک، از آن کره به‌دست می‌آورند و سپس آن را تا رسیدن به خلوص کامل می‌جوشانند. طعم و کیفیت روغن حیوانی بستگی زیادی به نحوۀ خوراک و چرای دام دارد. چرای گله‌های گوسفند از گیاهان معطر مناطق مرتفع کوهستانی در منطقهٔ کرمانشاه، بو و مزهٔ خاصی به این روغن می‌دهد.
روغن حیوانی با روغن کرمانشاهی تفاوتی ندارد، اما به دلیل آب و هوا، مراتع سرسبز، دامنه‌های زاگرس و شرایط خاص منطقه کرمانشاه، روغن حیوانی که در این منطقه تولید می‌شود، بسیار معروف شده و از گذشته به‌عنوان قطب تولید این روغن مطرح بوده‌است. روغن کرمانشاهی در کرمانشاه از شیر گاو و گوسفند به دست می‌آید. رنگ روغن تهیه شده از کره گوسفندی به سفیدی مایل بوده و رنگ روغن تهیه شده از کره گاوی بیشتر به زردی متمایل است. به علت زیاد بودن کرۀ گاوی نسبت به کره گوسفندی، گاه از این روغن به عنوان روغن زرد یاد می‌شود. روغن حیوانی کرمانشاهی در میانهٔ فصل بهار و پاییز تولید می‌شود و روغنی که در فصل بهار تهیه شده به دلیل تغذیۀ دام از مراتع سرسبز بهاری طعم و عطر بهتری دارد.

## روش تهیه
روش تهیه سنتی آن این‌گونه است که ابتدا شیر تازه را به ماست تبدیل کرده و یک شب در جای خنک نگهداری می‌کنند. سپس از ماست تهیه شده دوغ درست کرده و آن را درون مشک می‌ریزند. مشک را آن‌قدر تکان می‌دهند که گویچه‌های روغنی به صورت کره به یکدیگر می‌چسبند. سپس کره را از دوغ جدا کرده و آن‌قدر حرارت می‌دهند تا به خلوص کامل رسیده و ناخالصی و دوغ باقیمانده آن تبخیر شود.

## ارزش غذایی و خواص
این روغن در مقایسه با کره‌های صنعتی که ۸۰ تا ۸۵ درصد چربی دارد، پرچرب‌تر بوده و خواص تغذیه‌ای بیشتری دارد. نوع گوسفندی روغن حیوانی کمی دیرهضم و در مقایسه با روغن گاوی کلسترول بالاتری دارد اما طعم و عطر بهتری دارد و گران‌تر است. این روغن به‌طور طبیعی از چربی شیر تهیه می‌شود و برخلاف روغن‌های نباتی و صنعتی اسیدهای چرب ترانس ندارد. در طب سنتی و کهن ایرانی این روغن را از دیگر روغن‌های خوراکی مانند روغن نباتی، پیه و روغن دنبه مفیدتر دانسته‌اند.
روغن حیوانی شامل مقادیر فراوانی از ویتامین آ، ویتامین ای، ویتامین دی و ویتامین کا است و به تقویت سیستم ایمنی کمک می‌کند. روغن‌های با منشأ حیوانی غنی از اسید لینولئیک و اسید اولئیک هستند که باعث جلوگیری از آرتریوسکلروز (تصلب شراین) و ایجاد اثرات ضد التهابی شده و برای سلامتی قلب و عروق نیز مفید هستند. روغن حیوانی همچنین دارای اسید چرب دیگری به نام بوتیرات است که نقش حیاتی در سلامت گوارش دارد.
در پژوهشی که از سوی گروه‌های تغذیه و آمار زیستی در دانشگاه‌های علوم پزشکی کرمانشاه و تهران انجام شده‌است نشان می‌دهد که مصرف روغن کرمانشاهی در کوتاه‌مدت تأثیر سویی بر روی چربی خون و کلسترول خون افراد سالم ندارد. همچنین نتیجه‌گیری مطالعه دیگری نیز حاکی از آن است که باکتری‌های اسید لاکتیک و سایر میکرو اورگانیسم‌هایی که پتانسیل پروبیوتیک دارند، در روغن محلی کرمانشاهی یافت می‌شوند و این به معنی فراسودمندی روغن حیوانی و خواص پروبیوتیک آن مانند کاهش کلسترول بد خون، کاهش بیماری‌های قلبی و عروقی، کمک به هضم و گوارش بهتر و… است، اگرچه به مطالعات و آنالیز بیشتری نیاز است.

## کالری روغن حیوانی
یک قاشق سوپ‌خوری از روغن حیوانی، دارای ۱۱۲ کالری است. یک انسان سالم و بالغ به طور متوسط روزانه به مقدار 44 تا 77 گرم چربی در سبد غذایی روزانه خود نیاز دارد. انجمن ملی چربی‌ها، قلب و عروق و موسسه ملی دیابت و بیماری‌های گوارشی و کلیوی ایالات متحده آمریکا (NIDDK)  توصیه می‌کنند که افراد بالغ روزانه 20 تا 35 درصد کالری دریافتی خود را از چربی‌ها دریافت کنند. این به معنای مصرف روزانه 44 تا 77 گرم چربی برای یک فرد بالغ و سالم با رژیم غذایی 2000 کالری است.رازهای روغن حیوانی بازرگانی آنلاین امیشاد

## انواع
روغن حیوانی در سه نوع گاوی، گوسفندی و مخلوط یافت می‌شود که در خصوصیات اساسی با هم تفاوت دارند. در زیر ویژگی‌های مهم هر روغن بیان شده‌است:
- روغن حیوانی گوسفندی: این روغن از شیر گوسفند تهیه می‌شود. برخلاف شیر و گوشت گوسفند که طبع گرمی دارند، این روغن سردی محسوب می‌شود، عطر و طعم تند و تیزی دارد و قیمت آن نیز به دلیل کمیاب بودن شیر گوسفند نسبت به شیر گاو، نسبت به دو روغن دیگر، بیش‌تر است. رنگ روغن گوسفندی، متمایل به سفید بوده و در دمای اتاق شل‌تر از دو روغن دیگر است.
- روغن حیوانی گاوی: این روغن از شیر گاو به دست می‌آید. برخلاف گوشت گاو و گوساله که سردی هستند، روغن گاوی طبع گرمی دارد، دارای عطر و طعم ملایمی بوده و قیمت آن نیز نسبت به دو روغن دیگر، پایین‌تر است. رنگ روغن گاوی، زرد پررنگ است و در دمای اتاق سفت‌تر از دو روغن دیگر می‌باشد.
- روغن حیوانی مخلوط: این روغن، ترکیبی از روغن گاوی و گوسفندی است و از هر نظر ویژگی‌هایش بین این دو روغن، قرار می‌گیرد. روغن حیوانی مخلوط، متناسب با این که دو روغن با چه نسبتی با هم ترکیب شوند، عطر متفاوتی دارد و دارای طبع معتدل می‌باشد. قیمت این روغن نیز از روغن گاوی بیش‌تر و از روغن گوسفندی کم‌تر است.[۱۶]

## انجمن روغن حیوانی کرمانشاه
روغن حیوانی یکی از سوغاتی‌های اصلی منطقهٔ کرمانشاه است و در آشپزی غذاهای کُردی نیز استفادهٔ بسیاری دارد. در استان کرمانشاه تولیدکنندگان و صادرکنندگان روغن حیوانی انجمنی صنفی با نام «انجمن تولیدکنندگان و صادرکنندگان روغن حیوانی» تأسیس کرده‌اند که در زمینهٔ توسعه تولید و فروش روغن حیوانی در استان کرمانشاه فعالیت می‌کند.
در ۲۴ تیر ۱۴۰۲ انجمن روغن حیوانی کرمانشاه اعلام کرد که تولید روغن حیانی به صورت سنتی و صنعتی در استان کرمانشاه سالانه نزدیک به ۵۰۰ تن است، اما صادرات آن به صفر رسیده‌است. این در حالی‌ست که شرکت‌های بزرگ تولیدکنندهٔ لبنیات در تهران و دیگر استان‌ها از چربی لبنیات استفاده کرده و روغنی تولید می‌کنند که آن را با نام روغن کرمانشاهی به بازار عرضه کرده یا صادر می‌کنند.
در اردیبهشت ۱۴۰۳ نایب رئیس انجمن تولیدکنندگان و صادرکنندگان روغن کرمانشاهی تولید روغن بی‌کیفیت و عرضۀ آن با نام روغن کرمانشاهی، بی‌توجهی به برندسازی و بسته‌بندی، نبود قیمت‌گذاری کارشناسی‌شده مطابق با کیفیت و حمایت نکردن از تولیدکنندگان سنتی و صنعتی روغن در کرمانشاه را چهار عاملی دانست که به روغن کرمانشاهی آسیب زده‌اند.

## انواع دیگر

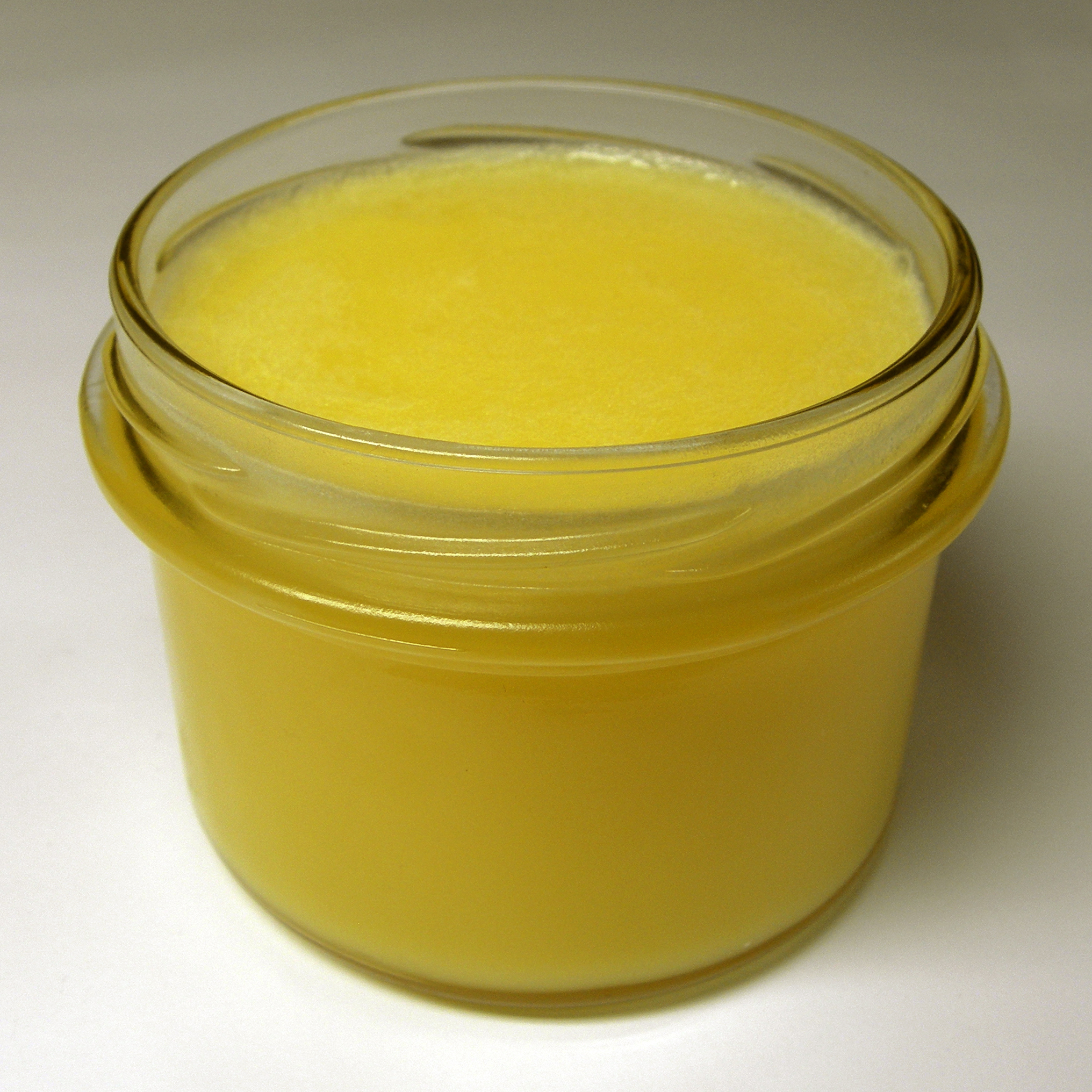
نمایی از روغن حیوانی (روغن زرد)

کرهٔ تصفیه‌شده یا گی ریشه در سنت هند داشته و مصرف طبی، مذهبی و خوراکی دارد. در آشپزی جنوب آسیا از گی برای آشپزی استفاده می‌شود. این روغن را با حرارت و جدا کردن بخش جامد شیر که به‌شکل کاراملی درمی‌آید، تهیه می‌کنند.
البته می‌توان گی را با هر وعده غذایی استفاده کرد. در مغولستان به‌طور سنتی، گی با چایشیر مصرف می‌شود.